# Rio James (Virgínia)
O Rio James é um rio que corta o estado americano de Virgínia. Possui 547 km de comprimento, e sua bacia hidrográfica abastece uma população de 2,6 milhões de habitantes.